# Gabyna erratrix
Gabyna erratrix là một loài bướm đêm trong họ Noctuidae.